# Batalla del riu Vorskla
La batalla del riu Vorskla (en rus: Битва на реке Ворскле; en lituà Vorsklos mūšis; en polonès: Bitwa nad Worsklą) va ser una gran batalla medieval de l'Europa Oriental. Va tenir lloc el 12 d'agost de 1399, entre els exèrcits tàrtars d'Edigu i Temür Qutlugh, i els exèrcis del Gran Duc de Lituània Vytautas el Gran i de Toktamix, essent aquests últims els que van sortir derrotats del camp de batalla.

## Antecedents
A finals de la dècada de 1380, les relacions entre Toktamix, kan de l'Horda d'Or, i el seu antic senyor, Timur, estaven en tensió. El 1395, després de ser derrota a la Guerra de Toktamix contra Timur, Toktamix va ser destronat pels partidaris del kan Temür Qutlugh i de l'emir Edigu, amb el suport per part de Timur. Toktamix va escapar al Gran Ducat de Lituània, on va demanar ajuda a Vytautas per a recuperar el domini sobre l'Horda a canvi de la sobirania sobre les terres rutenes en poder de l'Horda, situació que entrava en les ambicions i propòsits del gran duc. Un yarlik que ha arribat als nostres dies demostra que Toktamix havia demanat ajuda als polonèso-lituans anteriorment el 1393.

## Expedicions de Vytautas
Vytautas va reunir un gran exèrcit que incloïa lituans, rutens, rusos, polonesos, moldaus i valaquians. Per aconseguir el suport dels Cavallers Teutònics, Vytautas va firmar amb ells el Tractat de Salines, pel qual els lliurava Samogitia. El gendre de Vytautas, Basili I de Moscou, formalment un vassall tàrtar, no es va unir a la coalició. Aquestes tropes van organitzar tres expedicions en territoris tàrtars, el 1397, el 1398 i el 1399. La primera expedició va arribar al mar Negre i Crimea. Vytautas va capturar diversos milers de captius sense molta oposició. La meitat d'aquests captius es van assentar prop de Trakai on se'ls va concedir privilegis perquè poguessin continuar practicant la seva fe. Avui en dia, sobreviuen diverses comunitats de descendents d'aquests captius com són els tàrtars de Lipka o els karaïms de Crimea.
El 1398, l'exèrcit de Vytautas es va desplaçar des del riu Dnièper i va atacar el nord de Crimea, arribant, a l'est, al riu Don. Amb la intenció d'enfortir la seva posició, Vytautas va construir un castell a la desembocadura del Dnièper. Inspirat pels seus èxits, Vytautas va declarar una "Creuada contra els tàrtars", que el maig de 1399 va rebre la benedicció del Papa Bonifaci IX. La benedicció papal per a la croada va ser un important èxit polític, en un país convertit al cristianisme el 1387, i que havia estat objectiu en el seu moment d'una croada santa. La campanya va ser organitzada des de Kíev. L'exèrcit de Vinautas es va desplaçar al llarg del riu Dnièper. El 5 d'agost, el seu exèrcit es va trobar amb les forces tàrtars al riu Vorskla on nord de Poltava (gairebé a la mateixa localització que la batalla de Poltava de 1709).

## Batalla
Al trobar-se els dos exèrcits, Temür Qutlugh va demanar un alto el foc de tres dies per a permetre que els dos bàndols preparessin les seves forces. Era un truc per a permetre que els reforços d'Edigu arribessin. Vytautas va planejar construir un carro fortificat, per tal de parar als genets a la càrrega, i després poder-los destruir amb canons i artilleria. L'exèrcit de Vytautas estava ben equipat, però comptava amb menys tropes. Això no obstant, Temür Qutlugh va fingir una retirada (una tàctica tàrtara usual) i Vitautes va abandonar el seu carro fortificat per a perseguir-lo. Un cop les tropes lituanes es trobaven suficientment lluny del carro, les tropes d'Edigu van aparèixer des de la rereguarda, i van rodejar l'exèrcit lituà. En aquest moment, Toktamix va decidir donar per perduda la batalla i va fugir amb els seus homes. Els tàrtars al seu torn, van utilitzar la seva pròpia artilleria per a destruir la cavalleria lituana, capturant el carro fortificat.

## Conseqüències
Vytautas va escapar amb vida amb dificultat, però molts prínceps del seu llinatge (incloent al seu cosí Dimitri I Starszy i Andréi de Pólotsk i aliats (com per exemple, Esteve I de Moldàvia i dos dels seus germans) van morir en la batalla. S'estima que prop de cinquanta ducs van lluitar al costat de Vytautas i que uns vint van morir en el combat. Els victoriosos tàrtars van assetjar Kíev, però la ciutat va pagar un rescat. Els tàrtars van saquejar les terres a l'oest fins a Lutsk, perseguint a Toktamix, que s'amagaria durant els següents anys i que seria assassinat el 1407 o 1408.
La derrota de Vytautas al Vorskla va bloquejar efectivament l'expansió lituana a Rutènia meridional. Així mateix van perdre l'accés al mar Negre, ja que els tàrtars van reconquerir l'estepa al sud fins a arribar a Moldàvia; unes terres que no serien reclamades fins que el Kanat de Crimea es va independitzar de l'Horda d'Or quaranta-dos anys després. Després de la batalla, Yuri de Smolensk es va rebel·lar contra Lituània i es va independitzar, no essent la ciutat de Smolensk capturada de nou fins cinc anys després. Nóvgorod i Pskov també es van rebel·lar contra el domini lituà conduint a Vitatutas a una guerra contra el Gran Ducat de Moscou.
Vytautas es va veure obligat a avandonar els seus plans per a trencar la unió de Kreva i aliar-se simplement amb el seu cosí Jogaila, Rei de Polònia. La unió de Polònia-Lituània es va veure reafirmada contra la unió de Vílnius i Radom. Vytautas també va haver de canviar els seus plans d'expansió cap al sud, est (contra Moscou) i oest (contra l'Orde teutònic). Es creu que 
Vytautas va aprendre la tàctica de la retirada fingida durant la batalla, i que ell mateix la usaria amb èxit a la batalla de Grunwald (1410), una de les més grans batalles de l'Europa medieval, en la qual van caure derrotats significativament els Cavallers teutònics.